# سانتا كاترينا (نويفو ليون)
سانتا كاترينا هي مدينة تابعة بلدية سانتا كاترينا (نويفو ليون) في ولاية نويفو ليون في المكسيك.

## التاريخ

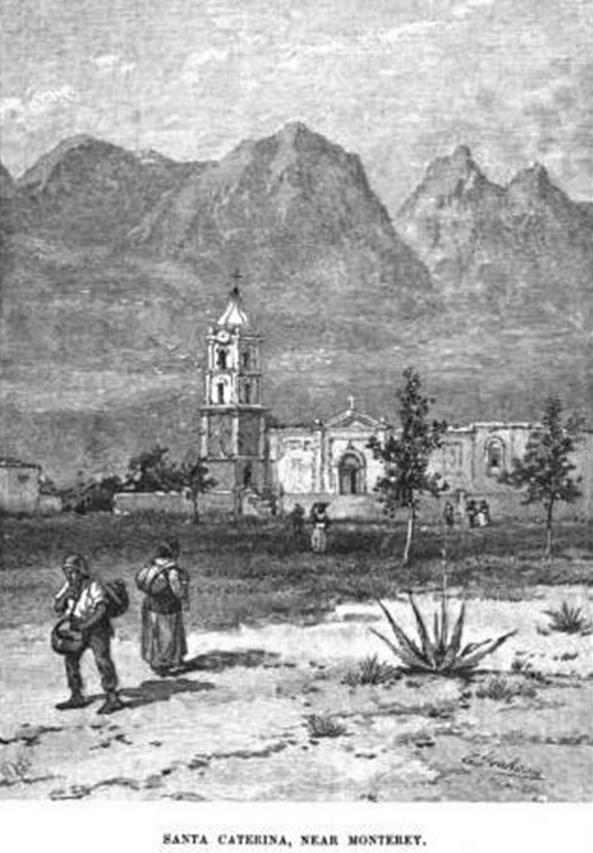
كنيسة سانتا كاترينا، نويفو ليون، حوالي عام 1890.

أخذ اسم هذه المدينة من كاترينا الإسكندرانية الكاثوليكية.
لم تؤسس مدينة سانتا كاترينا بطريقة تقليدية؛ في البداية، كانت المنطقة عبارة عن نقطة راحة للمسافرين بين مونتيري وسالتيو. أما أول اسم مسجل لها فهو «إستانسيا دي سانتا كاترينا» (ملجأ سانتا كاترينا).
أثناء الغزو الفرنسي للمكسيك في النصف الثاني من القرن التاسع عشر، قضى الرئيس بينيتو خواريز بضعة أيام في سانتا كاترينا أثناء سفره إلى مونتيري، أثناء ذلك، رفعت إلى قرية؛ وحافظت على فئة القرية حتى عام 1979 عندما رفعتها الولاية إلى مدينة.

## الجغرافيا
تقع سانتا كاترينا على بعد حوالي 15 كيلومتر جنوب غرب وسط مونتري. حسب تعداد السكان لعام 2005، بلغ عدد سكانها 259,202 نسمة في المدينة و259,896 نسمة في البلدية. تحتل المدينة والبلدية معاً المرتبة السادسة من حيث عدد السكان في الولاية. تبلغ مساحة البلدية حوالي 984.5 كم مربع (380.12 ميل مربع) وتتضمن العديد من المحليات الصغيرة جداً خارج المدينة نفسها.

## الطقس
| البيانات المناخية لـ{{{location}}}      | البيانات المناخية لـ{{{location}}} | البيانات المناخية لـ{{{location}}} | البيانات المناخية لـ{{{location}}} | البيانات المناخية لـ{{{location}}} | البيانات المناخية لـ{{{location}}} | البيانات المناخية لـ{{{location}}} | البيانات المناخية لـ{{{location}}} | البيانات المناخية لـ{{{location}}} | البيانات المناخية لـ{{{location}}} | البيانات المناخية لـ{{{location}}} | البيانات المناخية لـ{{{location}}} | البيانات المناخية لـ{{{location}}} | البيانات المناخية لـ{{{location}}} |
| الشهر                                   | يناير                              | فبراير                             | مارس                               | أبريل                              | مايو                               | يونيو                              | يوليو                              | أغسطس                              | سبتمبر                             | أكتوبر                             | نوفمبر                             | ديسمبر                             | المعدل السنوي                      |
| --------------------------------------- | ---------------------------------- | ---------------------------------- | ---------------------------------- | ---------------------------------- | ---------------------------------- | ---------------------------------- | ---------------------------------- | ---------------------------------- | ---------------------------------- | ---------------------------------- | ---------------------------------- | ---------------------------------- | ---------------------------------- |
| الدرجة القصوى °م (°ف)                   | 35.0 (95.0)                        | 39.0 (102.2)                       | 40.0 (104.0)                       | 43.0 (109.4)                       | 49.0 (120.2)                       | 45.0 (113.0)                       | 46.0 (114.8)                       | 42.0 (107.6)                       | 41.0 (105.8)                       | 40.0 (104.0)                       | 39.2 (102.6)                       | 38.3 (100.9)                       | 49.0 (120.2)                       |
| متوسط درجة الحرارة الكبرى °م (°ف)       | 19.0 (66.2)                        | 21.5 (70.7)                        | 25.5 (77.9)                        | 28.8 (83.8)                        | 31.1 (88.0)                        | 32.3 (90.1)                        | 32.6 (90.7)                        | 32.8 (91.0)                        | 29.7 (85.5)                        | 26.1 (79.0)                        | 22.4 (72.3)                        | 19.2 (66.6)                        | 26.8 (80.2)                        |
| المتوسط اليومي °م (°ف)                  | 13.3 (55.9)                        | 15.4 (59.7)                        | 19.0 (66.2)                        | 22.6 (72.7)                        | 25.3 (77.5)                        | 27.0 (80.6)                        | 27.2 (81.0)                        | 27.2 (81.0)                        | 24.9 (76.8)                        | 21.0 (69.8)                        | 16.9 (62.4)                        | 13.6 (56.5)                        | 21.1 (70.0)                        |
| متوسط درجة الحرارة الصغرى °م (°ف)       | 7.6 (45.7)                         | 9.2 (48.6)                         | 12.5 (54.5)                        | 16.5 (61.7)                        | 19.5 (67.1)                        | 21.6 (70.9)                        | 21.8 (71.2)                        | 21.7 (71.1)                        | 20.1 (68.2)                        | 16.0 (60.8)                        | 11.4 (52.5)                        | 8.0 (46.4)                         | 15.5 (59.9)                        |
| أدنى درجة حرارة °م (°ف)                 | −5.0 (23.0)                        | −3.0 (26.6)                        | 0.0 (32.0)                         | 5.0 (41.0)                         | 7.0 (44.6)                         | 11.0 (51.8)                        | 5.5 (41.9)                         | 13.0 (55.4)                        | 3.0 (37.4)                         | 1.0 (33.8)                         | −1.0 (30.2)                        | −4.0 (24.8)                        | −5.0 (23.0)                        |
| الهطول مم (إنش)                         | 12.6 (0.50)                        | 11.1 (0.44)                        | 8.5 (0.33)                         | 17.1 (0.67)                        | 32.1 (1.26)                        | 41.5 (1.63)                        | 25.3 (1.00)                        | 54.9 (2.16)                        | 127.4 (5.02)                       | 42.7 (1.68)                        | 14.8 (0.58)                        | 12.5 (0.49)                        | 400.5 (15.77)                      |
| متوسط أيام هطول الأمطار (≥ 0.1 mm)      | 2.6                                | 2.4                                | 2.1                                | 3.2                                | 3.8                                | 3.8                                | 2.8                                | 4.2                                | 7.2                                | 4.8                                | 3.0                                | 2.3                                | 42.2                               |
| المصدر: Servicio Meteorologico Nacional |                                    |                                    |                                    |                                    |                                    |                                    |                                    |                                    |                                    |                                    |                                    |                                    |                                    |

## الاسم
تسمى سانتا كاترينا باسم «إل نويفو سان بيدرو»

## وصلات خارجية
- بلدية سانتا كاترينا الموقع الرسمي
- المدافعون عن موقع أواستيكا[وصلة مكسورة]

د